# باسيليو جيوردانو
باسيليو جيوردانو هو رائد أعمال وسياسي إيطالي، ولد في 3 فبراير 1952 في Frascineto ‏ في إيطاليا. نشط حزبياً في حزب شعب الحرية. وقد انتخب عضو مجلس الشيوخ الإيطالي ‏.